# Рок музика
Рок (енгл. rock) је жанр популарне музике који се развио током 1960-их у Уједињеном Краљевству и САД. Његови корени потичу од рокенрола из 1940-их и 1950-их, на кога су утицали ритам и блуз и кантри музика. На рок музику су утицали бројни жанрови као што су блуз, фолк, џез и класична музика.
Музички гледано, рок је заснован на електричној гитари, која је обично део неке рок групе са бас-гитаром и бубњевима. Типична рок песма је заснована на 4/4 такту и употребљава песничко-хорску форму. Жанр је постао доста разноврстан и заједничке музичке карактеристике се тешко дефинишу. Као и поп музика, лирика често садржи романтичну љубав, али се такође често осврће на друге теме као што су социјалне и политичке. Доминација белих рок музичара се сматра кључним фактором који обликује истраживачке теме у рок музици. Рок музика се за разлику од поп музике више ослања на музикалност, живи перформанс и идеологију веродостојности.
Током касних 1960-их настао је велики број различитих рок жанрова, укључујући и хибриде као што су блуз рок, фолк рок, кантри рок и џез-рок фузија. Многи од ових жанрова су допринели развоју психоделичног рока на кога је утицала контракултурална психоделична сцена. Нови жанр који је настао из ове сцене укључује и прогресивни рок, који проширује уметничке елементе. Глам рок је истакнуо визуелни стил, док је велики поджанр хеви метал истакнуо тон, снагу и брзину звука. Током друге половине ’70-их настао је панк рок, као реакција на ове трендове. Панк је створио грубу и енергетичку форму која је садржавала политичку и социјалну критику. Овај поджанр је утицао током ’80-их година на настанак других поджанрова, као што су нови талас, пост-панк и алтернативни рок покрет. Од ’90-их година алтернативни рок је почео да доминира рок музиком тако што се пробио на мејнстрим сцену, кроз гранџ, Бритпоп и инди рок. Тада су настали и други фузијски поджанрови, као што су поп панк, реп рок и реп метал, као и покушаји да се опет оживе други поджанрови (гаражни рок и пост панк ревајвал) током почетка новог миленијума.
Рок музика је служила као медиј социјалних и културолошких покрета, стварајући многе поткултуре, као што су рокери и модови у Великој Британији, а хипији у САД. Хипији су контракултура настала у Сан Франциску током ’60-их година, да би се брзо проширила на целу Америку. Током ’70-их година настала је панк култура, из ње су касније настали емо и гот поткултуре. Наслеђујући фолк традицију протестних песама, рок музика се повезује са политичким активизмом, као и са променом социјалних ставова према раси, полу и употребом дрога, а често је виђен и као изражавање младалачког револта против конзумеризма и ауторитета одраслих.

## Карактеристике
Звук рока је традиционално усмерен на електричној гитари, која се појавила у свом модерном облику 1950-их уз популаризацију рокенрола. Звук електричне гитаре у рок музици обично подржава електрична бас гитара, која је била пионир у џез музици истога доба, и удараљке у којима владају бубњеви, уз које се понекад појављују и чинеле. Овај трио инструмената често се надопуњава укључивањем клавира, хемонда и синтисајзера. Група музичара која интерпретира рок музику назива се рок бенд и састоји се најчешће од два до пет чланова. Класично, рок бенд поприма облик квартета чији чланови покривају једну или више улога, укључујући и певача, гитаристу, ритам гитаристу, бас гитаристу, бубњара и често клавијатуристу или другог инструменталисту. Рок музика традиционално је изграђена на темељима једноставних четверодобних ритмова с ударцем бубња - Backbeat. Мелодије су често изведене из старијих музичких начина као Dorian mode или миксолидијски, углавном тоналитетима виолинског кључа. Инструменти свирају вишегласно, а хармоније су попуњене квартама, квинтама и дисонантним хармонијским прогресијама. Рок песме из средине 1960-их су често кориштене у Verse-chorus strukturi, која потиче из блуза и фолк музике, али дошло је до значајне разлике од овог модела. Критичари су нагласили еклектицизам и стилску разноврсност. Због своје сложене историје и склоности посуђивања музичких елемената из других музичких и културних образаца критичари су тврдили да је „немогуће везати рок музику за круто назначену музичку дефиницију“.
За разлику од многих ранијих стилова популарне музике, теме рок песама су врло широког спектра. Тако се у текстовима рок песама налазе друштво, неузвраћена љубав, секс, побуне против власти, спорт, пиће, дрога, новац, социјална питања и сл. Неке од ових тема рокери су наследили из старијег попа, џеза и блуза, а неке теме се први пут појављују у текстовима песама. Роберт Кристгау је рок музику назвао „хладним медијом“ с једноставном дикцијом и понављањем рефрена, а тврди да се примарна функција рока односи на музику, или уопштеније шум.  Превласт белих мушкараца и често музичара средње класе у рок музици се често наводи и увек је „вруће питање“ у медијима. Ипак, и у року су се касније пробили и црни музичари, освајајући најчешће младу белачку публику. Најчешће певају о мафији, проблемима сиромаштва и неравноправности.

## Претеча и извори
Рокенрол се појавио у САД касних ’40-их и раних ’50-их, и брзо се проширио на остатак света. Директно вуче корене у мешавини разних популарних музичких жанрова тог времена, укључујући ритам и блуз, госпел и кантри музику. Делови рокенрола могу чути на ритам и блуз снимцима из 1920-их. Рани рокенрол је ускладио делове блуза, буги-вугиа, џезa i ритма и блуза, те је такође имао елементе апалачке народне музике, црквене музике и кантри музике. Ако идемо још дубље у историју, неки сматрају да је рокенрол утемељен на музици Фајв Појнтс суседства у Њујорку током средине 19. века. Становници Фајв Појнтса су први комбиновали афричку и европску музику (нарочито ирску жигу).
Године 1951. у Кливленду у Охају, диск џокеј Алан Фрид је почео да пушта ритам и блуз за вишерасну публику и приписује му се да је први који је искористио фразу „рокенрол“ да опише ту музику. Током ’50-их веома је популарна постала електрична гитара и развио се специфични стил рокенрола кога су свирали извођачи као што су Линк Вреј и Скоти Мур. Такође је дошло до великог развоја технологије снимања као што је одвојено снимање више извора звука да се створи цјелина које је развио Лес Пол, електронско третирање звука које је развио Џо Мик, и Зид звука који је развио Фил Спектор. Све ово је имало велики утицај на каснију рок музику.
Утицај рокенрола био је огроман и распрострањен по читавом свијету. Далеко од обичног музичког стила, рокенрол је утицао на стил живота, моду, став и језик.
Издавачка кућа Мотаун је имала битну улогу у расној интеграцији забавне музике јер је била прва издавачка кућа коју је посједовао афроамериканац и првенствено је истицала афроамеричке извођаче који су имали успјеха међу обје расе. Од 1961. до 1971. Мотаун је имала 110 пјесама које су се нашле међу 10 најпопуларнијих у САД. Извођачи као што су Стиви Вондер, Марвин Геј, Супримс, Фор топс и Џексон 5 имали су уговор са овом издавачком кућом. Сви ови извођачи су ушли у рокенрол кућу славних.
Израз „rocking“ (рокинг) су прво употребили црквени певачи на Америчком југу, и означавао је осећај верског усхићења. Током 1940-их година, међутим, израз је имао двоструки значај плесати, подразумевајући секс. Један пример овога је песма Роја Брауна, "Good Rocking Tonight". Овакве песме су биле популарне само на радио станицама посвећеним ритму и блузу, па су белци врло ретко чули ту музику на великим радио станицама. Године 1951, кливлендски диск џокеј Алан Фрид је почео да пушта ту врсту музике за његову белу публику. Фрид је први изумео израз рокенрол да опише овај духовити стил ритам и блуз музике.
Није познато са сигурношћу која је била прва рокенрол плоча. Неки кандидати су песма „Rocket 88“ (1951) извођача „Jackie Brenston & His Delta Cats“, Чак Беријеве „Maybellene“ и „Johnny B. Goode“, те Бо Дидлијев „Bo Diddley“ или песма „Rock Around the Clock“ групе Бил Хејли & Хис Кометс. Неки историчари сматрају да су прве плоче рокенрола снимљене у 1940-им годинама од стране музичара попут Фатс Домина, који су свирали стил РнБ музике који се мало разликовао од рокенрола. Неки примери су Луј Џорданов „Is You Is or Is You Ain't My Baby?“, Jack Guthrieov "The Oakie Bookie" (1947), те Бени Картер и Пол Вандервортов „Rock Me to Sleep“ (1950).

## Златно доба

### Британска инвазија
До краја 1962, оно што ће постати британска рок сцена је започело са бит групама као што су Битлси, Џери & Пејсмејкери и Трагачи из Ливерпула и Фреди и Дримерс, Херманови Хермити и Холис из Манчестера. Они су били под свеобухватним опсегом америчких утицаја укључујући соул, ритам и блуз и сурф музику, иницијално реинтерпретирајући стандардне америчке мелодије и свирајући за плесаче. Групе попут Анималс из Њукасла и Тем из Белфаста, и посебно оне из Лондона попут Ролингстонса и Јардбердса, су биле много више под утицајем ритма и блуза и касније блуз музике. Ускоро су те групе почеле са компоновањем сопственог материјала, комбинујући америчке форме музике и уносећи у њу високо енергијски такт. Бит бендови су тежили ка „живахним, неодољивим мелодијама“, док је рана британска ритам и блуз уметност тежила ка мање сексуално невиним, и агресивнијим песмама, често попримајући бунтовничку позицију. Било је, међутим, посебно у раним стадијумима, значајне музичке размене између те две тенденције. Године 1963, предвођене Битлсима, беат групе су почеле да остварују националне успехе у Британији, чему су ускоро следиле групе са фокусом на ритму и блузу.
„I Want to Hold Your Hand“ је била првопласирана песма Битлса на Билборд хот 100, проводећи 7 недеља на врху и тотално 15 недеља на листи. Њихова појава на шоуу Еда Саливана 9. фебруара 1964, је привукла по процени 73 милиона гледалаца (у то време рекорд за америчке телевизијске програме) и често се сматра прекретницом у америчкој поп култури. Битлси су постали најпродаванија рок група свих времена и њима су следиле на америчким листама бројне друге Британске групе. Током следеће две године Британски уметници су доминирали домаће и америчке листе са групама Питер & Гордон, Анималс, Манфред Ман, Петула Кларк, Фреди и Дримерс, Вејн Фонтана и Мајндбендерс, Херманови Хермити, Ролингстонси Трогс, и Донован, од којих су сви имали један или више првопласираних синглова. Други значајни уметници који су били део инвазије су Кинкс и Дејв Кларк Фајв.
Британска инвазија је помогла у интернационализацији продукције рокенрола, отварајући врата за будуће Британске (и Ирске) извођаче да остваре међународни успех. У Америци то је недвосмислено означило крај инструменталне сурф музике, вокалних група девојака и (привремено) тинејџерских идола, који су доминирали америчким листама током касних 1950-их и 60-тих. То је обележило каријере и успоставило Р&Б уметнике попут Фетс Домина и Чаби Чекера, па чак и привремено избацило из колосека успешне преживеле рокенрол уметнике, укључујући Елвиса. Британска инвазије је такође одиграла значајну улогу у успону дистинктног жанра рок музике, и цементирала примат рок група, базираних на гитарама и бубњевима које продукују сопствени материјал као кантаутори.

### Гаражни рок
Гаражни рок је била сирова форма рок музике, посебно превалентна у Северној Америци средином 1960-их. Тако је названа због перцепције да је била увежбана у приградској породичној гаражи. Песме гаражног рока су се бавиле траумама средњошколског живота, при чему су песме о „девојкама које лажу“ биле посебно честе. Лирика и обрада су биле агресивније од оног што је било уобичајено у то време, често са режећим или дерућим вокалом који је утопљен у инкохерентно вриштање. Они су се кретали од грубе једноакордне музике (попут Седса) до музичара скоро студијског квалитета (укључујући Никербокерс, Римејнс и Фифт Истјет). Такође су постојале регионалне варијације у многим деловима земље са просперитетним сценама посебно у Калифорнији и Тексасу. Државе пацифичког северозапада су вероватно имале најбоље дефинисани регионални звук.
Стил је еволуирао полазећи од регионалних сцена још од 1958. „„Tall Cool One““ (1959) групе Вејлери и „Louie Louie“ (1963) групе Кингсмен . су добри примери жанра у својим формативним фазама. До 1963, синглови гаражних група су почели да досежу националне листе у већем броју, укључујући Пол Ривер енд Рејдерс (Бојси), Трашмен (Минеаполис) и Ривијерас (Саут Бенд, Индијана). Друге утицајне гаражне групе, попут Соникса (Такома), нису достигле Билборд хот 100. У том раном периоду многе групе су биле под јаким утицајем сурф рока и долазило је до размена између гаражног рока и фрат рока, на шта се понекад гледа као на само поджанр гаражног рока.
Британска инвазија 1964–66 је имала јак утицај на гаражне групе, пружајући им националну публику, стимулишући многе (често сурф или хот род групе) да адаптирају британски утицај, и охрабрујући формирање многих група. Хиљаде гаражних група је постојало у САД и Канади током те ере и стотине су произвеле регионалне хитове. Пример су: „The Witch“ такомских Соникса (1965), „Where You Gonna Go“ детроитске групе Анрелајтед сегментс (1967), „Girl I Got News for You“ мајамске групе Бирдвочерс (1966) и „1–2–5“ групе из Монтреала Хонтед. Упркос тога што је велики број група потписао уговоре са великим или регионалним продукцијским компанијама, већина њих није доживела комерцијални успех. Генерално се сматра да је гаражни рок доживео свој комерцијални и уметнички врхунац око 1966. До 1968. овај стил је углавном нестао са националних листи и локалног нивоа, док су се аматерски музичари суочавали са факултетским образовањем, послом и регрутацијом. Nови стилови су еволуирали и заменили гаражни рок (укључујући блуз рок, прогресивни рок и кантри рок). У Детроиту је традиција гаражног рока преживела до раних 1970-их, са групама попут МЦ5 и Стуџес, које су користиле знатно агресивнији приступ форми. Те групе су почеле да се називају панк роком и данас се на њих често гледа као прото-панк или прото-хард рок.

### Поп рок
Термин поп је био у употреби од раног 20. века за уопштено означавање популарне музике, али је од средине 1950-их он почео да се користи за означавање дистинктног жанра, усмереног на тржиште младих, који се често карактерише као мекша алтернатива рокенролу. У периоду након Британске инвазије, од око 1967, термин поп се све више користи као опозиција термина рок музика, за описивање форме која је у већој мери комерцијална, ефемерна и приступачна. У контрасту са тим, за рок музику се сматра да има фокус на проширеним радовима, посебно албумима, да је често асоцирана са специфичним поткултурама (као што је контракултура из 1960-их), да наглашава уметничке вредности и „аутентичност“, да ставља у први план извођење уживо и инструменталну или вокалну виртуозност, и често се сматра трендом који инкапсулира прогресивне промене, уместо пуког подражавања постојећих трендова.
Ипак, знатан део поп и рок музике има веома сличан звук, инструментацију, па чак и лирски садржај. Термини „поп-рок“ и „мочни поп“ су у употреби за описивање комерцијално успешне музике која користи елементе или форму рок музике. Поп-рок је дефинисан као „оптимистични варијетет рок музике представљене уметницима као што су Елтон Џон, Пол Макартни, Еверли Брадерс, Род Стјуарт, Чикаго, и Питер Фремптон.“ Термин моћни поп је формирао Пит Таунсенд из групе Ху 1966. године, али термин није нашао ширу примену од кад је примењен на групе као што је Бадфингер током 1970-их, које су се показале као неке од комерцијално најуспешнијих група тог периода.

## Истакнути рок извођачи и групе

### Старији
- Елвис Пресли
- Битлси
- Ролингстонси
- Квин
- Квинс ов стоун ејџ
- Бич Бојс
- Бирдс
- Тото
- Пинк Флојд
- Лед зепелин
- Металика

### Новији
- Три Дејс Грејс
- Скилет
- Таузанд Фут Крач
- Старсет
- Линкин парк
- Грин деј (између новијих и старијих)

## Рокенрол кућа славних
Основана је 1986. године и налази се у Кливеланду у САД. Посвећена је успомени на најпознатије и најутицајније рок музичаре, бендове и продуценте који су утицали на развој рок музике, а тиме и музичке индустрије. Међу лауреатима куће славних налазе се: Чак Бери, Реј Чарлс, Фатс Домино, Битлси, Бади Холи, Елвис Пресли, Литл Ричард, Арета Френклин, Б. Б. Кинг, Рој Орбисон, Боб Дилан, Бич Бојс, Супримс, Ролингстонс, Дорси, Тина Турнер, Џони Кеш, Боб Марли, Лед зепелин, Џенис Џоплин, Дејвид Боуи, Пинк Флојд, Квин, Рамонс, Брус Спрингстин, У2, АЦ/ДЦ, Металика, Ред хот чили пеперс, Курт Кобејн и дr.